# Anell principal
En àlgebra abstracta, un anell principal (també anomenat anell d'ideals principals o domini d'ideals principals) és un anell íntegre on tot ideal és principal, és a dir, es pot generar a partir d'un sol element. Més generalment, un anell quasiprincipal és un anell commutatiu no-nul els ideals del qual són principals. La diferència rau en el fet que un anell quasiprincipal pot tenir divisors de zero, mentre que un anell principal no en té.
Els anells principals són objectes matemàtics que es comporten d'alguna manera com els enters respecte a la divisibilitat: Els seus elements tenen una factorització única en elements primers (amb la qual cosa, existeix un anàleg del teorema fonamental de l'aritmètica). Dos elements qualssevol d'un anell principal tenen un màxim comú divisor (encara que no sempre és possible trobar-lo mitjançant l'algorisme d'Euclides). Si x i y són elements d'un anell principal sense divisors comuns, llavors qualsevol element de l'anell es pot escriure amb una identitat de Bézout de la forma ax + by per alguns a, b.
Els anells principals són anells noetherians, íntegrament tancat, factorials i finalment també són de Dedekind. Qualsevol anell euclidià i qualsevol cos és un anell principal.
Anells commutatius ⊃ Anells íntegres ⊃ anells íntegrament tancats ⊃ Anells factorials ⊃ Anells principals ⊃ Anells euclidians ⊃ cossos

## Exemples
Alguns exemples d'anells principals són:
- Qualsevol cos K
- L'anell dels enters ℤ[1][2]
- L'anell dels polinomis K[x] en una variable a coeficients en un cos. (El recíproc també és cert: si A[x] és principal, llavors A és un cos.)
- L'anell de sèries formals de potències K[[x]] en una variable sobre un cos és principal, ja que qualsevol ideal és de la forma {\displaystyle (x^{k})}
- L'anell dels enters de Gauss ℤ[i][3][4]
- Els enters d'Eisenstein ℤ[ω] (on ω és una arrel cúbica primitiva de la unitat).

Alguns exemples d'anells íntegres que no són principals:
- L'anell de polinomis a coeficients enters ℤ[x]. No és principal perquè l'ideal generat per 2 i X és un exemple d'un ideal que no es pot generar mitjançant un sol polinomi.
- L'anell de polinomis en dues variables K[x,y]: L'ideal (x,y) no és principal.

## Mòduls
El resultat crucial és el teorema d'estructura: Si A és un anell principal, i M és un A-mòdul finitament generat, llavors M és suma directa de mòduls cíclics, és a dir, mòduls amb un sol generador. Els mòduls cíclics són isomorfs a {\displaystyle A/xA} per algun {\displaystyle x\in A.}
Si M és un mòdul lliure sobre un anell principal A, llavors tot submòdul de M també és lliure. En general, això no és cert per mòduls sobre anells arbitraris, com és el cas de l'exemple {\displaystyle (2,X)\subseteq \mathbb {Z} [X]} de mòduls sobre {\displaystyle \mathbb {Z} [X]}.

## Propietats
En un anell principal, dos elements qualssevol a,b tenen un màxim comú divisor, que es pot obtenir com un generador de l'ideal (a,b).
Tot anell euclidià és principal, però el recíproc no és sempre cert. Un contraexemple és l'anell {\displaystyle \mathbb {Z} \left[(1+{\sqrt {-19}})/2\right].} En aquest anell, no existeix cap parell q, r, amb 0≤|r|<4, tals que {\displaystyle (1+{\sqrt {-19}})=(4)q+r}, encara que {\displaystyle 1+{\sqrt {-19}}} i 4 tenen un màxim comú divisor de 2.
Tot anell principal és factorial.
El recíproc no és cert, ja que per qualsevol anell factorial A, tenim que A[X,Y] és factorial, però no és principal: Només cal observar que l'ideal generat per {\displaystyle (X,Y)} no és l'anell sencer perquè no conté cap polinomi de grau 0, però no pot ser generat per un sol element.

Tot anell principal és un anell de Dedekind perquè:
1. Tot anell principal és noetherià.
2. Tot anell principal és íntegrament tancat.
3. En qualsevol anell unitari, els ideals maximals són primers. Als anells principals, a més, és cert un «quasi»-recíproc: tot ideal primer no-nul és maximal.

Sigui A un anell íntegre. Llavors les següents propietats són equivalents:
1. A és principal.
2. Tot ideal primer de A és principal.[11]
3. A és un anell de Dedekind que a més és factorial.
4. Tot ideal finitament generat de A és principal (és a dir, A és un anell de Bézout) i A satisfà la condició de cadena ascendent per ideals principals.
5. A admet una norma de Dedekind–Hasse.[12]

El punt (5) mostra que un anell euclidià és principal. El punt (4) es pot comparar a:
- Un anell íntegre és factorial si i només si té un anell de màxim comú divisor (és a dir, un anell on dos elements qualssevol tenen un màxim comú divisor) que satisfà la condició de cadena ascendent per a ideals principals.

Un anell íntegre és de Bézout si i només si dos elements qualssevol tenen un mcd que sigui una combinació lineal dels dos. Per tant, un anell de Bézout és un anell de màxim comú divisor, i (4) proporciona una altra demostració de què un anell principal és factorial.